# М-13 (электронно-вычислительная машина)
M-13 — советская многопроцессорная векторно-конвейерная электронная вычислительная машина.
Предназначалась, прежде всего, для обработки больших объёмов информации в реальном масштабе времени. Элементная база — большие интегральные микросхемы, то есть М-13 относится к четвёртому поколению вычислительных систем.
Разработана в НИИ вычислительных комплексов (г. Москва). Главный конструктор — Михаил Александрович Карцев, заместители ГК — Л. В. Иванов, А. Ю. Карасик, А. А. Крупский, Л. Я. Миллер, Ю. В. Рогачев, Е. И. Цибуль, Р. П. Шидловский; ведущие разработчики — Л. Д. Баранов, М. С. Белков, В. А. Брик, В. М. Емелин, В. М. Златников, Ю. Н. Мельник, Г. Н. Пусенков, А. В. Слепенков и др.
Разработка началась в 1978 году, завершена в 1984 году. До М-13 М. А. Карцев работал над машиной М-10, поэтому в М-13 были унаследованы и развиты решения, заложенные при разработке М-10.
Машина выпускалась на Загорском электромеханическом заводе с 1986 года. Всего было выпущено около 20 машин, основная часть которых решала задачи ПРО. Предусматривались три основные модели и ряд модификаций, различающихся комплектностью. Все модели программно совместимы между собой.

## Технические характеристики
В логических блоках машины используются микросхемы ТТЛ серий 133, 130, 530.
Конструктивно, машина состоит из ячеек, которые объединяются в блоки, секции и шкафы. Каждая ячейка — это многослойная печатная плата размером 170 × 240 мм, закреплённая на металлической рамке. Каждый блок — стальной каркас размером 220 × 115 × 320 мм, содержит 6 ячеек, вставляемых по направляющим в разъёмы общей платы на задней части каркаса. Четыре блока объединяются в секцию. Шкаф содержит 12 секций. Шкафы при монтаже объединяются в модули, не более 8 шкафов в каждом. Состав модулей зависит от конкретной комплектации.
В зависимости от исполнения, М-13 могла содержать 8, 5, 17 или 34 МБ оперативной памяти и 4, 8 или 16 процессоров, показывая производительность Центральной процессорной части соответственно в 12, 24 или 48 млн оп./с.
Максимальное эквивалентное быстродействие для Специализированной процессорной части: 1,3—2,4 млрд оп./с.

## Программное обеспечение
- Операционная система
- АВТОКОД М-13, ассемблеры, Т-язык
- АЛГОЛ-60, ФОРТРАН, КОБОЛ
- АЛГОЛ-68